# Железница (приток Волги)
Железница — река в России, протекает по Балахнинскому району Нижегородской области. Правый приток Волги.

## География
Река Железница берёт начало в болотах около посёлка Гидроторф. Течёт на север, затем поворачивает на восток и течёт в черте города Балахна. На реке устроен крупный пруд Гогрэс. Устье реки находится в районе улицы Кавказ в 2266,2 км по правому берегу реки Волга. Длина реки составляет 16 км.

## Данные водного реестра
По данным государственного водного реестра России относится к Верхневолжскому бассейновому округу, водохозяйственный участок реки — Волга от Горьковского гидроузла и до устья реки Ока, речной подбассейн реки — Волга ниже Рыбинского водохранилища до впадения Оки. Речной бассейн реки — (Верхняя) Волга до Куйбышевского водохранилища (без бассейна Оки).
Код объекта в государственном водном реестре — 08010300512110000017220.